# Artaíntes
Artaíntes fue un almirante del Imperio aqueménida que luchó en la segunda guerra médica (481 a. C.-479 a. C.). Heródoto le llama «hijo de Artaqueas», el cual tal vez se trata del organizador de la construcción del canal de Jerjes, que permitió el paso de la flota de Jerjes I a través de la península de Athos.
Tras la derrota en la batalla naval de Salamina, en la primavera del 479 a. C., fue designado comandante de la armada persa junto a Mardontes; gracias a su influencia, además Artaíntes nombró personalmente como tercer comandante su sobrino Itamitres. Cuando una flota griega del rey espartano Leotíquidas II arribó a la isla de Samos, la flota persa prefirió desembarcar en Jonia, ya que una gran parte de sus miembros eran griegos de Asia Menor, de dudosa fidelidad. Los griegos siguieron sus pasos, y en agosto se produjo la batalla de Mícala, en la que los persas fueron completamente derrotados. Mardontes y Tigranes cayeron en el combate, pero Artaintes e Itamitres lograron huir.
Según Heródoto, durante la retirada hacia Sardes, donde se encontraba el rey, Artaintes fue acusado de cobardía y de ser «peor que una mujer» por Masistes, un hermano de Jerjes I. Artaintes desenvainó su espada se abalanzó para matarlo, pero fue detenido a tiempo por el griego Jenágoras de Halicarnaso.
El hecho de que Artaíntes haya levantado su espada contra Masistes podría indicar su elevado rango y, acaso, su pertenencia a la Dinastía aqueménida. Heródoto dice expresamente que Atarqueas, su padre, «pertenecía al clan de los aqueménidas».